# スペイン領フィリピン総督
スペイン領フィリピン総督（スペインりょうフィリピンそうとく、スペイン語: Gobernador-General de las Filipinas/Capitán General de las）とは、1565年から1898年まで設置されていたスペイン統治時代のフィリピン（スペイン領東インド）における行政長官である。

## ヌエバ・エスパーニャ下の総督（1565年 - 1761年）
1565年から1898年までフィリピンはスペイン統治下にあった。1565年から1821年までフィリピン総督は国会の推薦に基づきヌエバ・エスパーニャ副王によって任命され、スペイン国王の名代としてフィリピンを統治した。総督の死亡や総督交代などで総督職に空白が生じた場合はマニラのアウディエンシアがそのメンバーの中から新総督の着任まで総督代理を立てた。
1821年にフィリピン総督はヌエバ・エスパーニャ副王の管轄下ではなくなり、以前ヌエバ・エスパーニャ副王が果たしていた役割はマドリード政府が直接担うこととなり、フィリピン総督はスペイン国王直属の存在となった。
  一時就任   レアル・アウディエンシア
| 代数 | 肖像 | 氏名 | 就任日                                                                                     | 退任日         | ヌエバ・エスパーニャ副王                                                                 | スペイン王 |
| ---- | --- | --- | ------------------------------------------------------------------------------------------ | -------------- | ---------------------------------------------------------------------------------------- | --- |
| 1    | | ミゲル・ロペス・デ・レガスピ (Miguel López de Legazpi)                                                                | 1565年4月27日                                                                              | 1572年8月20日  | フランシスコ・セイノス (1564年8月1日 – 1566年10月19日)                                   | フェリペ2世 (Felipe II) ハプスブルグ家 (1554年7月25日 – 1598年9月13日)                                                          |
| 1    | 第3代ファルセス侯爵ガストン・デ・ペラルタ (1566年10月19日 – 1567年11月11日)                                                                                                 | ミゲル・ロペス・デ・レガスピ (Miguel López de Legazpi)                                                                | 1565年4月27日                                                                              | 1572年8月20日  |                                                                                          | フェリペ2世 (Felipe II) ハプスブルグ家 (1554年7月25日 – 1598年9月13日)                                                          |
| 1    | アロンソ・デ・ムニョス ルイス・カリージョ (1567年11月11日 – 1568年4月) | ミゲル・ロペス・デ・レガスピ (Miguel López de Legazpi)                                                                | 1565年4月27日                                                                              | 1572年8月20日  |                                                                                          | フェリペ2世 (Felipe II) ハプスブルグ家 (1554年7月25日 – 1598年9月13日)                                                          |
| 1    | アロンソ・デ・ムニョス (1568年4月 – 1568年4月14日) | ミゲル・ロペス・デ・レガスピ (Miguel López de Legazpi)                                                                | 1565年4月27日                                                                              | 1572年8月20日  |                                                                                          | フェリペ2世 (Felipe II) ハプスブルグ家 (1554年7月25日 – 1598年9月13日)                                                          |
| 1    | フランシスコ・セイノス (1568年4月14日 – 1568年11月4日) | ミゲル・ロペス・デ・レガスピ (Miguel López de Legazpi)                                                                | 1565年4月27日                                                                              | 1572年8月20日  |                                                                                          | フェリペ2世 (Felipe II) ハプスブルグ家 (1554年7月25日 – 1598年9月13日)                                                          |
|      | マルティン・エンリケス・デ・アルマンサ (1568年11月5日 – 1580年10月4日) | ミゲル・ロペス・デ・レガスピ (Miguel López de Legazpi)                                                                | 1565年4月27日                                                                              | 1572年8月20日  |                                                                                          | フェリペ2世 (Felipe II) ハプスブルグ家 (1554年7月25日 – 1598年9月13日)                                                          |
| 2    | | ギド・デ・ラベサリス (Guido de Lavezaris )                                                                            | 1572年8月20日                                                                              | 1575年8月25日  |                                                                                          | フェリペ2世 (Felipe II) ハプスブルグ家 (1554年7月25日 – 1598年9月13日)                                                          |
| 3    | | フランシスコ・デ・サンデ・ピコン (Francisco de Sande Picón)                                                           | 1575年8月25日                                                                              | 1580年4月      |                                                                                          | フェリペ2世 (Felipe II) ハプスブルグ家 (1554年7月25日 – 1598年9月13日)                                                          |
| 4    | | ゴンサロ・ロンキージョ・デ・ペニャロサ (Gonzalo Ronquillo de Peñalosa)                                                | 1580年4月                                                                                  | 1583年3月10日  |                                                                                          | フェリペ2世 (Felipe II) ハプスブルグ家 (1554年7月25日 – 1598年9月13日)                                                          |
| 4    | 第5代コルーニャ伯爵ロレンソ・スアレス・デ・メンドーサ (1580年10月4日 – 1583年6月19日)                                                                                       | ゴンサロ・ロンキージョ・デ・ペニャロサ (Gonzalo Ronquillo de Peñalosa)                                                | 1580年4月                                                                                  | 1583年3月10日  |                                                                                          | フェリペ2世 (Felipe II) ハプスブルグ家 (1554年7月25日 – 1598年9月13日)                                                          |
| 5    | | ディエゴ・ロンキージョ (Diego Ronquillo)                                                                              | 1583年3月10日                                                                              | 1584年5月16日  |                                                                                          | フェリペ2世 (Felipe II) ハプスブルグ家 (1554年7月25日 – 1598年9月13日)                                                          |
| 5    | ルイス・デ・ビジャヌエバ・イ・サペタ (1583年6月19日 – 1584年9月24日) | ディエゴ・ロンキージョ (Diego Ronquillo)                                                                              | 1583年3月10日                                                                              | 1584年5月16日  |                                                                                          | フェリペ2世 (Felipe II) ハプスブルグ家 (1554年7月25日 – 1598年9月13日)                                                          |
| 6    | | サンティアゴ・デ・ベラ (Santiago de Vera)                                                                             | 1584年5月16日                                                                              | 1590年5月      |                                                                                          | フェリペ2世 (Felipe II) ハプスブルグ家 (1554年7月25日 – 1598年9月13日)                                                          |
| 6    | ペドロ・モヤ・デ・コントレラス (メキシコ大司教) (1584年9月25日 – 1585年10月17日)                                                                                            | サンティアゴ・デ・ベラ (Santiago de Vera)                                                                             | 1584年5月16日                                                                              | 1590年5月      |                                                                                          | フェリペ2世 (Felipe II) ハプスブルグ家 (1554年7月25日 – 1598年9月13日)                                                          |
| 6    | 初代ビジャマンリケ侯爵アルバロ・マンリケ・デ・スニガ (1585年10月17日 – 1590年1月27日)                                                                                       | サンティアゴ・デ・ベラ (Santiago de Vera)                                                                             | 1584年5月16日                                                                              | 1590年5月      |                                                                                          | フェリペ2世 (Felipe II) ハプスブルグ家 (1554年7月25日 – 1598年9月13日)                                                          |
| 7    | | ゴメス・ペレス・ダスマリニャス・イ・リバデネイラ (Gómez Pérez das Mariñas y Ribadeneira)                              | 1590年6月1日                                                                               | 1593年10月25日 | 初代サリナス侯爵ルイス・デ・ベラスコ・イ・カスティーリャ (1590年1月27日 – 1595年11月5日) | フェリペ2世 (Felipe II) ハプスブルグ家 (1554年7月25日 – 1598年9月13日)                                                          |
| 8    | | ペドロ・デ・ロハス (Pedro de Rojas)                                                                                   | 1593年10月                                                                                 | 1593年12月3日  | 初代サリナス侯爵ルイス・デ・ベラスコ・イ・カスティーリャ (1590年1月27日 – 1595年11月5日) | フェリペ2世 (Felipe II) ハプスブルグ家 (1554年7月25日 – 1598年9月13日)                                                          |
| 9    | | ルイス・ペレス・ダスマリニャス・イ・ペレス・デ・ソトマヨル (Luis Pérez Dasmariñas y Páez de Sotomayor)                | 1593年12月3日                                                                              | 1596年7月14日  | 初代サリナス侯爵ルイス・デ・ベラスコ・イ・カスティーリャ (1590年1月27日 – 1595年11月5日) | フェリペ2世 (Felipe II) ハプスブルグ家 (1554年7月25日 – 1598年9月13日)                                                          |
| 9    | 第5代モンテレイ伯爵ガスパール・デ・スニガ・アセベド・イ・ベラスコ (1595年11月5日 – 1603年10月27日)                                                                          | ルイス・ペレス・ダスマリニャス・イ・ペレス・デ・ソトマヨル (Luis Pérez Dasmariñas y Páez de Sotomayor)                | 1593年12月3日                                                                              | 1596年7月14日  |                                                                                          | フェリペ2世 (Felipe II) ハプスブルグ家 (1554年7月25日 – 1598年9月13日)                                                          |
| 10   | | フランシスコ・デ・テージョ・デ・グスマン (Francisco de Tello de Guzmán)                                               | 1596年7月14日                                                                              | 1602年5月      |                                                                                          | フェリペ2世 (Felipe II) ハプスブルグ家 (1554年7月25日 – 1598年9月13日)                                                          |
| 10   | フェリペ3世 (Felipe III) ハプスブルグ家 (1598年9月13日 – 1621年3月31日) | フランシスコ・デ・テージョ・デ・グスマン (Francisco de Tello de Guzmán)                                               | 1596年7月14日                                                                              | 1602年5月      |                                                                                          | |
| 11   | | ペドロ・ブラーボ・デ・アクーニャ (Pedro Bravo de Acuña)                                                               | 1602年5月                                                                                  | 1606年6月24日  |                                                                                          | |
| 11   | 第3代モンテスクラロス侯爵フアン・デ・メンドーサ・イ・ルナ (1603年10月27日 – 1607年7月2日)                                                                                   | ペドロ・ブラーボ・デ・アクーニャ (Pedro Bravo de Acuña)                                                               | 1602年5月                                                                                  | 1606年6月24日  |                                                                                          | |
| 12   | | クリストバル・テレス・デ・アルマサン (Cristóbal Téllez de Almazán)                                                    | 1606年6月24日                                                                              | 1608年6月15日  |                                                                                          | |
| 12   | 初代サリナス侯爵ルイス・デ・ベラスコ・イ・カスティーリャ (1607年7月2日 – 1611年6月19日)                                                                                     | クリストバル・テレス・デ・アルマサン (Cristóbal Téllez de Almazán)                                                    | 1606年6月24日                                                                              | 1608年6月15日  |                                                                                          | |
| 13   | | ロドリゴ・デ・ビベロ・イ・アベルサ (Rodrigo de Vivero y Aberrucia)                                                    | 1608年6月15日                                                                              | 1609年4月      |                                                                                          | |
| 14   | | フアン・デ・シルバ (Juan de Silva)                                                                                    | 1609年4月                                                                                  | 1616年4月19日  |                                                                                          | |
| 14   | フランシスコ・ガルシア・ゲラ (メキシコ大司教) (1611年6月19日 – 1612年2月22日)                                                                                               | フアン・デ・シルバ (Juan de Silva)                                                                                    | 1609年4月                                                                                  | 1616年4月19日  |                                                                                          | |
| 14   | ペドロ・オタロラ (1612年2月22日 – 1612年10月18日) | フアン・デ・シルバ (Juan de Silva)                                                                                    | 1609年4月                                                                                  | 1616年4月19日  |                                                                                          | |
| 14   | 初代グアダルカサル侯爵ディエゴ・フェルナンデス・デ・コルドバ (1612年10月18日 – 1621年3月14日)                                                                               | フアン・デ・シルバ (Juan de Silva)                                                                                    | 1609年4月                                                                                  | 1616年4月19日  |                                                                                          | |
| 15   | | アンドレス・アルカラス (Andrés Alcaraz)                                                                               | 1616年4月19日                                                                              | 1618年7月3日   |                                                                                          | |
| 16   | | アロンソ・ファハルド・デ・エンテンサ・イ・デ・ゲバラ (Alonso Fajardo de Entenza y de Guevara)                         | 1618年7月3日                                                                               | 1624年7月      |                                                                                          | |
| 16   | パス・デ・バジェシージョ (1621年3月14日 – 1621年9月11日) | アロンソ・ファハルド・デ・エンテンサ・イ・デ・ゲバラ (Alonso Fajardo de Entenza y de Guevara)                         | 1618年7月3日                                                                               | 1624年7月      | フェリペ4世 Felipe IV ハプスブルク家 (1621年3月31日 – 1665年9月17日)                     | |
| 16   | 初代ヘルベス侯爵ディエゴ・カリージョ・デ・メンドーサ・イ・ピメンテル (1621年9月12日 – 1624年11月1日)                                                                        | アロンソ・ファハルド・デ・エンテンサ・イ・デ・ゲバラ (Alonso Fajardo de Entenza y de Guevara)                         | 1618年7月3日                                                                               | 1624年7月      | フェリペ4世 Felipe IV ハプスブルク家 (1621年3月31日 – 1665年9月17日)                     | |
| 17   | | ジェロニモ・デ・シルバ (Jeronimo de Silva)                                                                            | 1624年7月                                                                                  | 1625年6月      | フェリペ4世 Felipe IV ハプスブルク家 (1621年3月31日 – 1665年9月17日)                     | |
| 17   | 3代セラルボ侯爵ロドリゴ・パチェコ・イ・オソリオ・デ・トレド (1624年11月3日 – 1635年9月16日)                                                                                 | ジェロニモ・デ・シルバ (Jeronimo de Silva)                                                                            | 1624年7月                                                                                  | 1625年6月      | フェリペ4世 Felipe IV ハプスブルク家 (1621年3月31日 – 1665年9月17日)                     | |
| 18   | | フェルナンド・デ・シルバ (Fernándo de Silva)                                                                          | 1624年7月                                                                                  | 1626年6月29日  | フェリペ4世 Felipe IV ハプスブルク家 (1621年3月31日 – 1665年9月17日)                     | |
| 19   | | フアン・ニーニョ・デ・タボラ (Juan Niño de Tabora)                                                                    | 1626年6月29日                                                                              | 1632年7月22日  | フェリペ4世 Felipe IV ハプスブルク家 (1621年3月31日 – 1665年9月17日)                     | |
| 20   | | ロレンソ・デ・オラサ・イ・レクバリ (Lorenzo de Olaza y Lecubarri)                                                     | 1632年7月22日                                                                              | 1633年         | フェリペ4世 Felipe IV ハプスブルク家 (1621年3月31日 – 1665年9月17日)                     | |
| 21   | | フアン・セレソ・デ・サラマンカ (Juan Cerezo de Salamanca)                                                             | 1633年8月29日                                                                              | 1635年6月25日  | フェリペ4世 Felipe IV ハプスブルク家 (1621年3月31日 – 1665年9月17日)                     | |
| 22   | | セバスティアン・ウルタード・デ・コルクェラ (Sebastián Hurtado de Corcuera y Gaviria)                                  | 1635年6月25日                                                                              | 1644年8月11日  | フェリペ4世 Felipe IV ハプスブルク家 (1621年3月31日 – 1665年9月17日)                     | |
| 22   | ロペ・ディアス・デ・アウクス・イ・アルメンダリス (1635年9月16日 – 1640年8月28日)                                                                                            | セバスティアン・ウルタード・デ・コルクェラ (Sebastián Hurtado de Corcuera y Gaviria)                                  | 1635年6月25日                                                                              | 1644年8月11日  | フェリペ4世 Felipe IV ハプスブルク家 (1621年3月31日 – 1665年9月17日)                     | |
| 22   | 7代エスカロナ公爵ディエゴ・ロペス・パチェコ・イ・ポルトガル (1640年8月28日 – 1642年6月10日)                                                                                 | セバスティアン・ウルタード・デ・コルクェラ (Sebastián Hurtado de Corcuera y Gaviria)                                  | 1635年6月25日                                                                              | 1644年8月11日  | フェリペ4世 Felipe IV ハプスブルク家 (1621年3月31日 – 1665年9月17日)                     | |
| 22   | フアン・デ・パラフォクス・イ・メンドーサ (プエブラ司教) (1642年6月10日 – 1642年11月23日)                                                                                    | セバスティアン・ウルタード・デ・コルクェラ (Sebastián Hurtado de Corcuera y Gaviria)                                  | 1635年6月25日                                                                              | 1644年8月11日  | フェリペ4世 Felipe IV ハプスブルク家 (1621年3月31日 – 1665年9月17日)                     | |
| 22   | 2代サルバティエラ伯爵ガルシア・サルミエント・デ・ソトマヨル (1642年11月23日 – 1648年5月14日)                                                                                | セバスティアン・ウルタード・デ・コルクェラ (Sebastián Hurtado de Corcuera y Gaviria)                                  | 1635年6月25日                                                                              | 1644年8月11日  | フェリペ4世 Felipe IV ハプスブルク家 (1621年3月31日 – 1665年9月17日)                     | |
| 23   | | ディエゴ・ファハルド・チャコン Diego Fajardo Chacón                                                                   | 1644年8月11日                                                                              | 1653年7月25日  | フェリペ4世 Felipe IV ハプスブルク家 (1621年3月31日 – 1665年9月17日)                     | |
| 23   | マルコス・デ・トレス・イ・ルエダ (ユカタン司教) (1648年5月15日 – 1649年4月22日)                                                                                             | ディエゴ・ファハルド・チャコン Diego Fajardo Chacón                                                                   | 1644年8月11日                                                                              | 1653年7月25日  | フェリペ4世 Felipe IV ハプスブルク家 (1621年3月31日 – 1665年9月17日)                     | |
| 23   | マティアス・デ・ペラルタ (1649年4月22日 – 1650年6月28日) | ディエゴ・ファハルド・チャコン Diego Fajardo Chacón                                                                   | 1644年8月11日                                                                              | 1653年7月25日  | フェリペ4世 Felipe IV ハプスブルク家 (1621年3月31日 – 1665年9月17日)                     | |
| 23   | 9代アルバ・デ・リスト伯爵ルイス・エンリケス・デ・グスマン (1650年6月28日 – 1653年8月15日)                                                                                   | ディエゴ・ファハルド・チャコン Diego Fajardo Chacón                                                                   | 1644年8月11日                                                                              | 1653年7月25日  | フェリペ4世 Felipe IV ハプスブルク家 (1621年3月31日 – 1665年9月17日)                     | |
| 24   | | サビニアノ・マンリケ・デ・ララ Sabiniano Manrique de Lara                                                             | 1653年7月25日                                                                              | 1663年9月8日   | フェリペ4世 Felipe IV ハプスブルク家 (1621年3月31日 – 1665年9月17日)                     | 8代アルブルケルケ公爵フランシスコ・フェルナンデス・デ・ラ・クエバ・イ・エンリケス・デ・カブレラ (1653年8月15日 – 1660年9月16日) |
| 24   | 5代デ・ラ・アドラダ侯爵フアン・フランシスコ・レイバ・イ・デ・ラ・セルダ (1660年9月16日 – 1664年6月29日)                                                                     | サビニアノ・マンリケ・デ・ララ Sabiniano Manrique de Lara                                                             | 1653年7月25日                                                                              | 1663年9月8日   | フェリペ4世 Felipe IV ハプスブルク家 (1621年3月31日 – 1665年9月17日)                     | |
| 25   | | ディエゴ・デ・サルセド (Diego de Salcedo)                                                                             | 1663年9月8日                                                                               | 1668年9月28日  | フェリペ4世 Felipe IV ハプスブルク家 (1621年3月31日 – 1665年9月17日)                     | |
| 25   | ディエゴ・オソリオ・デ・エスコバル・イ・ラマス (プエブラ司教) (1664年6月29日 – 1664年10月15日)                                                                              | ディエゴ・デ・サルセド (Diego de Salcedo)                                                                             | 1663年9月8日                                                                               | 1668年9月28日  | カルロス2世 ハプスブルク家 (1665年9月17日 – 1700年11月1日)                               | |
| 25   | 2代マンセラ侯爵アントニオ・セバスティアン・デ・トレド・モリナ・イ・サラザール (1664年10月16日 – 1673年11月20日)                                                             | ディエゴ・デ・サルセド (Diego de Salcedo)                                                                             | 1663年9月8日                                                                               | 1668年9月28日  | カルロス2世 ハプスブルク家 (1665年9月17日 – 1700年11月1日)                               | |
| 26   | | フアン・マヌエル・デ・ラ・ペーニャ・ボニファス Juan Manuel de la Peña Bonifaz                                         | 1668年9月28日                                                                              | 1669年9月24日  | カルロス2世 ハプスブルク家 (1665年9月17日 – 1700年11月1日)                               | |
| 27   | | マヌエル・デ・レオン (Manuel de León)                                                                                 | 1669年9月24日                                                                              | 1677年9月21日  | カルロス2世 ハプスブルク家 (1665年9月17日 – 1700年11月1日)                               | |
| 27   | 6代ベラグア公爵ペドロ・ヌーニョ・コロン・デ・ポルトガル・イ・カストロ (1673年11月20日 – 1673年12月13日)                                                                     | マヌエル・デ・レオン (Manuel de León)                                                                                 | 1669年9月24日                                                                              | 1677年9月21日  | カルロス2世 ハプスブルク家 (1665年9月17日 – 1700年11月1日)                               | |
| 27   | パヨ・エンリケス・デ・リヴェラ (グアテマラ司教及びメキシコ大司教) (1673年12月13日 – 1680年11月7日)                                                                          | マヌエル・デ・レオン (Manuel de León)                                                                                 | 1669年9月24日                                                                              | 1677年9月21日  | カルロス2世 ハプスブルク家 (1665年9月17日 – 1700年11月1日)                               | |
| 28   | | フランシスコ・コロマ・イ・マセダ (Francisco Coloma y Maceda)                                                          | 1677年4月11日                                                                              | 1677年9月25日  | カルロス2世 ハプスブルク家 (1665年9月17日 – 1700年11月1日)                               | |
| 29   | | フランシスコ・ソトマヨル・イ・マンシージャ Francisco Sotomayor y Mansilla                                             | 1677年9月21日                                                                              | 1678年9月28日  | カルロス2世 ハプスブルク家 (1665年9月17日 – 1700年11月1日)                               | |
| 30   | | フアン・デ・バルガス・ウルタード Juan de Vargas y Hurtado                                                             | 1678年9月28日                                                                              | 1684年8月24日  | カルロス2世 ハプスブルク家 (1665年9月17日 – 1700年11月1日)                               | |
| 30   | 3代ラグナ・デ・ラ・カメロ・ヴィエホ侯爵トマス・デ・ラ・セルダ・イ・アラゴン 3rd Marquess of La Laguna de Camero Viejo (1680年11月7日 – 1686年6月16日)                       | フアン・デ・バルガス・ウルタード Juan de Vargas y Hurtado                                                             | 1678年9月28日                                                                              | 1684年8月24日  | カルロス2世 ハプスブルク家 (1665年9月17日 – 1700年11月1日)                               | |
| 31   | | ガブリエル・デ・クルセアレギ・イ・アリオラ (Gabriel de Curuzealegui y Arriola)                                        | 1684年8月24日                                                                              | 1689年4月      | カルロス2世 ハプスブルク家 (1665年9月17日 – 1700年11月1日)                               | |
| 31   | 3代モンクローバ伯爵メルチョル・ポルトカレッロ・ラッソ・デ・ラ・ベガ (1686年6月16日 – 1688年11月20日)                                                                        | ガブリエル・デ・クルセアレギ・イ・アリオラ (Gabriel de Curuzealegui y Arriola)                                        | 1684年8月24日                                                                              | 1689年4月      | カルロス2世 ハプスブルク家 (1665年9月17日 – 1700年11月1日)                               | |
| 31   | 9代ガルベ伯爵ガスパール・メルチョル・バルタサル・デ・ラ・セルダ・シルバ・サンドヴァル・イ・メンドーサ (1688年11月20日 – 1696年2月27日)                                      | ガブリエル・デ・クルセアレギ・イ・アリオラ (Gabriel de Curuzealegui y Arriola)                                        | 1684年8月24日                                                                              | 1689年4月      | カルロス2世 ハプスブルク家 (1665年9月17日 – 1700年11月1日)                               | |
| 32   | | アロンソ・デ・アビラ・フエルテス (Alonso de Avila Fuertes)                                                            | 1689年4月                                                                                  | 1690年7月      | カルロス2世 ハプスブルク家 (1665年9月17日 – 1700年11月1日)                               | |
| 33   | | ファウスト・クルサット・イ・ゴンゴラ (Fausto Cruzat y Góngora)                                                        | 1690年7月25日                                                                              | 1701年12月8日  | カルロス2世 ハプスブルク家 (1665年9月17日 – 1700年11月1日)                               | |
| 33   | フアン・デ・オルテガ・モンタニェス・カノ・モンタニェス・イ・パティーノ (デュランゴ司教・グアテマラ司教 ・ミチョアカン司教・メキシコ大司教) (1696年2月27日 – 1696年12月18日) | ファウスト・クルサット・イ・ゴンゴラ (Fausto Cruzat y Góngora)                                                        | 1690年7月25日                                                                              | 1701年12月8日  | フェリペ5世 ボルボン家 (1700年11月1日 – 1724年1月15日)                                   | |
| 33   | 初代アトリスコ公爵ホセ・サルミエント・デ・バジャダレス・アリネス・デ・ロマイ (1696年12月18日 – 1701年11月4日)                                                               | ファウスト・クルサット・イ・ゴンゴラ (Fausto Cruzat y Góngora)                                                        | 1690年7月25日                                                                              | 1701年12月8日  | フェリペ5世 ボルボン家 (1700年11月1日 – 1724年1月15日)                                   | |
| 34   | | ドミンゴ・サバルブル・デ・エチェバリ (Domingo Zabálburu de Echevarri)                                                 | 1701年12月8日                                                                              | 1709年8月25日  | フェリペ5世 ボルボン家 (1700年11月1日 – 1724年1月15日)                                   | フアン・オルテガ・カノ・モンタニェス・イ・パティーニョ (メキシコ大司教) (1701年11月4日 – 1702年11月27日)                        |
| 34   | 10代アルブルケルケ公爵フランシスコ・フェルナンデス・デ・ラ・クエバ・イ・デ・ラ・クエバ (1702年11月27日 – 1710年11月13日)                                                    | ドミンゴ・サバルブル・デ・エチェバリ (Domingo Zabálburu de Echevarri)                                                 | 1701年12月8日                                                                              | 1709年8月25日  | フェリペ5世 ボルボン家 (1700年11月1日 – 1724年1月15日)                                   | |
| 35   | | 初代リサラガ伯爵マルティン・デ・ウルスア・イ・アリスメンディ (Martín de Urzúa y Arizmendi)                            | 1709年8月25日                                                                              | 1715年2月4日   | フェリペ5世 ボルボン家 (1700年11月1日 – 1724年1月15日)                                   | |
| 35   | 3代リナレス公爵フェルナンド・デ・アレンカストレ・ノローニャ・イ・シルバ (1710年11月13日 – 1716年7月16日)                                                                    | 初代リサラガ伯爵マルティン・デ・ウルスア・イ・アリスメンディ (Martín de Urzúa y Arizmendi)                            | 1709年8月25日                                                                              | 1715年2月4日   | フェリペ5世 ボルボン家 (1700年11月1日 – 1724年1月15日)                                   | |
| 36   | | ホセ・トラルバ (José Torralba Rios)                                                                                   | 1715年2月4日                                                                               | 1717年8月9日   | フェリペ5世 ボルボン家 (1700年11月1日 – 1724年1月15日)                                   | |
| 36   | 初代アリオン公爵バルタサル・デ・スニガ・イ・グスマン・ソトマヨル・イ・メンドーサ (1716年7月16日 – 1722年10月15日)                                                           | ホセ・トラルバ (José Torralba Rios)                                                                                   | 1715年2月4日                                                                               | 1717年8月9日   | フェリペ5世 ボルボン家 (1700年11月1日 – 1724年1月15日)                                   | |
| 37   | | フェルナンド・マヌエル・デ・ブスタマンテ・ブスティーリョ・イ・ルエダ (Fernando Manuel de Bustamante Bustillo y Rueda) | 1717年8月9日                                                                               | 1719年10月11日 | フェリペ5世 ボルボン家 (1700年11月1日 – 1724年1月15日)                                   | |
| -    | | マニラ司教フランシスコ・デ・ラ・クエスタ (Francisco de la Cuesta) (代理)                                              | 1719年10月11日                                                                             | 1721年8月6日   | フェリペ5世 ボルボン家 (1700年11月1日 – 1724年1月15日)                                   | |
| 38   | | トリビオ・ホセ・ミゲル・デ・コシオ (Toribio José Cosio y Campo)                                                       | 1721年8月6日                                                                               | 1729年8月14日  | フェリペ5世 ボルボン家 (1700年11月1日 – 1724年1月15日)                                   | |
| 38   | ルイス1世 ボルボン家 (1724年1月15日 – 1724年8月31日) | トリビオ・ホセ・ミゲル・デ・コシオ (Toribio José Cosio y Campo)                                                       | 1721年8月6日                                                                               | 1729年8月14日  |                                                                                          | |
| 38   | 初代カサ・フエルテ侯爵フアン・バスケス・デ・アクーニャ・イ・ベハラノ (1722年10月15日 – 1734年3月17日)                                                                       | トリビオ・ホセ・ミゲル・デ・コシオ (Toribio José Cosio y Campo)                                                       | 1721年8月6日                                                                               | 1729年8月14日  | フェリペ5世 ボルボン家 (September 6, 1724 – July 9, 1746)                                | |
| 39   | 初代カサ・フエルテ侯爵フアン・バスケス・デ・アクーニャ・イ・ベハラノ (1722年10月15日 – 1734年3月17日)                                                                       | | フェルナンド・バルデス・イ・タモン (Fernándo Valdés y Tamon                                | 1729年8月14日  | フェリペ5世 ボルボン家 (September 6, 1724 – July 9, 1746)                                | 1739年7月 |
| 39   | フアン・アントニオ・ビサロン・イ・エギアレタ (メキシコ大司教) (1734年3月17日 – 1740年8月17日)                                                                               | | フェルナンド・バルデス・イ・タモン (Fernándo Valdés y Tamon                                | 1729年8月14日  | フェリペ5世 ボルボン家 (September 6, 1724 – July 9, 1746)                                | 1739年7月 |
| 40   | | ガスパル・アントニオ・デ・ラ・トレ・イ・アヤラ (Gaspar Antonio de la Torre y Ayala)                                   | 1739年7月                                                                                  | 1745年9月21日  | フェリペ5世 ボルボン家 (September 6, 1724 – July 9, 1746)                                | |
| 40   | 初代ラ・コンキスタ公爵ペドロ・デ・カストロ・フィゲロア・イ・サラザール (1740年8月17日 – 1741年8月22日)                                                                      | ガスパル・アントニオ・デ・ラ・トレ・イ・アヤラ (Gaspar Antonio de la Torre y Ayala)                                   | 1739年7月                                                                                  | 1745年9月21日  | フェリペ5世 ボルボン家 (September 6, 1724 – July 9, 1746)                                | |
| 40   | ペドロ・マロ・デ・ビジャビセンシオ, President of the Audiencia (August 23, 1741 – November 2, 1742)                                                                         | ガスパル・アントニオ・デ・ラ・トレ・イ・アヤラ (Gaspar Antonio de la Torre y Ayala)                                   | 1739年7月                                                                                  | 1745年9月21日  | フェリペ5世 ボルボン家 (September 6, 1724 – July 9, 1746)                                | |
| 40   | 5代フエンクララ伯爵ペドロ・デ・セブリアン・イ・アグスティン (1742年11月3日 – 1746年7月9日)                                                                                  | ガスパル・アントニオ・デ・ラ・トレ・イ・アヤラ (Gaspar Antonio de la Torre y Ayala)                                   | 1739年7月                                                                                  | 1745年9月21日  | フェリペ5世 ボルボン家 (September 6, 1724 – July 9, 1746)                                | |
| -    | | 司教フアン・デ・アレケデラ （代理）                                                                                   | 1745年9月21日                                                                              | 1750年7月20日  | フェリペ5世 ボルボン家 (September 6, 1724 – July 9, 1746)                                | |
| -    | 初代レビジャ・ヒヘド伯爵フアン・フランシスコ・デ・グエメス・イ・オルカシタス (1746年7月9日 – 1755年11月9日)                                                                 | 司教フアン・デ・アレケデラ （代理）                                                                                   | 1745年9月21日                                                                              | 1750年7月20日  | フェルナンド6世 ボルボン家 (1746年7月9日 – 1759年8月10日)                                | |
| 41   | 初代レビジャ・ヒヘド伯爵フアン・フランシスコ・デ・グエメス・イ・オルカシタス (1746年7月9日 – 1755年11月9日)                                                                 | | 初代ブリンディシ侯爵フランシスコ・ホセ・デ・オバンド・イ・ソリス・ロル・デ・ラ・セルダ     | 1750年7月20日  | フェルナンド6世 ボルボン家 (1746年7月9日 – 1759年8月10日)                                | 1754年7月26日 |
| 42   | 初代レビジャ・ヒヘド伯爵フアン・フランシスコ・デ・グエメス・イ・オルカシタス (1746年7月9日 – 1755年11月9日)                                                                 | | ペドロ・マヌエル・デ・アランディア・サンティステバン (Pedro Manuel de Arandía Santisteban) | 1754年7月26日  | フェルナンド6世 ボルボン家 (1746年7月9日 – 1759年8月10日)                                | 1759年5月31日 |
| 42   | 2代ラス・アマリジャス侯爵アグスティン・デ・アフマダ・イ・ビジャロン （1755年11月10日 – 1760年2月5日）                                                                       | | ペドロ・マヌエル・デ・アランディア・サンティステバン (Pedro Manuel de Arandía Santisteban) | 1754年7月26日  | フェルナンド6世 ボルボン家 (1746年7月9日 – 1759年8月10日)                                | 1759年5月31日 |
| -    | | 司教ミゲル・リノ・デ・エスペレタ (Miguel Lino de Ezpeleta) （代理）                                                   | 1759年6月                                                                                  | 1761年5月31日  | フェルナンド6世 ボルボン家 (1746年7月9日 – 1759年8月10日)                                | |
| -    | フランシスコ・アントニオ・デ・エチャバリ (1760年2月5日 – 1760年4月28日) | 司教ミゲル・リノ・デ・エスペレタ (Miguel Lino de Ezpeleta) （代理）                                                   | 1759年6月                                                                                  | 1761年5月31日  | カルロス3世 ボルボン家 (1759年8月10日 – 1788年12月14日)                                  | |
| -    | フランシスコ・カヒガル・デ・ラ・ベガ （1760年4月28日 – 1760年10月5日） | 司教ミゲル・リノ・デ・エスペレタ (Miguel Lino de Ezpeleta) （代理）                                                   | 1759年6月                                                                                  | 1761年5月31日  | カルロス3世 ボルボン家 (1759年8月10日 – 1788年12月14日)                                  | |
| -    | 初代クルイリャス侯爵ホアキン・フアン・デ・モントセラト・イ・クルイリャス （1760年10月5日 – 1766年8月24日）                                                                  | 司教ミゲル・リノ・デ・エスペレタ (Miguel Lino de Ezpeleta) （代理）                                                   | 1759年6月                                                                                  | 1761年5月31日  | カルロス3世 ボルボン家 (1759年8月10日 – 1788年12月14日)                                  | |
| -    | | 大司教マヌエル・ロホ・デル・リオ・イ・ヴィエイラ (Manuel Antonio Rojo del Río Lafuente y Vieyra) （代理）             | 1761年7月                                                                                  | 1762年10月6日  | カルロス3世 ボルボン家 (1759年8月10日 – 1788年12月14日)                                  | |

## イギリス占領期の総督（1761年 - 1764年）
七年戦争中の1762年に起きたマニラの戦いでスペイン軍がイギリス軍に敗れた後、短期間だが、イギリスとスペインが両方フィリピン総督を置いた時期がある。イギリスは占領したマニラとカビテの軍港を支配し、スペインはパンパンガ州バコロに総督府を移して残った部分を支配した。
| 代数 | 肖像 | 氏名                                                                              | 就任日        | 退任日        | 君主                                                        |
| ---- | ---- | --------------------------------------------------------------------------------- | ------------- | ------------- | ----------------------------------------------------------- |
| 43   |      | シモン・デ・アンダ・イ・サラザール (Simón de Anda y Salazar) （在バコロの仮総督） | 1762年10月6日 | 1764年2月10日 | カルロス3世 ボルボン家 (1759年8月10日 – 1788年12月14日)     |
| 44   |      | ドーソン・ドレイク (Dawsonne Drake)                                               | 1762年11月2日 | 1764年5月31日 | ジョージ3世 ハノーヴァー家 (1760年10月25日 – 1820年1月29日) |

## ヌエバ・エスパーニャ下の総督（1764年 - 1821年）
1764年にイギリスはフィリピンをスペインに返還し、フィリピン総督フランシスコ・ハビエル・デ・ラ・トーレはヌエバ・エスパーニャ副王の権限の下でのフィリピン統治に戻った。ナポレオン戦争期にはスペインがフランス第一帝政に支配されたため、フィリピンは事実上フランスの植民地と化していた。
| 代数 | 肖像 | 氏名 | 就任日                                                                      | 退任日                    | ヌエバ・エスパーニャ副王                                                       | スペイン王                                              |
| ---- | --- | --- | --------------------------------------------------------------------------- | ------------------------- | ------------------------------------------------------------------------------ | ------------------------------------------------------- |
| 45   | | フランシスコ・ハビエル・デ・ラ・トーレ (Francisco Javier de la Torre) | 1764年3月17日                                                               | 1765年7月6日              | 初代クルイリャス侯爵ホアキン・デ・モンセラート (1760年10月5日 – 1766年8月24日) | カルロス3世 ボルボン家 (1759年8月10日 – 1788年12月14日) |
| 46   | | ホセ・アントニオ・ラオン・グティエレス (José Antonio Raón Gutiérrez) | 1765年7月6日                                                                | 1770年7月                 | 初代クルイリャス侯爵ホアキン・デ・モンセラート (1760年10月5日 – 1766年8月24日) | カルロス3世 ボルボン家 (1759年8月10日 – 1788年12月14日) |
| 46   | 初代クロワ侯爵カルロス・フランシスコ・デ・クロワ (Carlos Francisco de Croix) (1766年8月24日 – 1771年9月22日) | ホセ・アントニオ・ラオン・グティエレス (José Antonio Raón Gutiérrez) | 1765年7月6日                                                                | 1770年7月                 |                                                                                | カルロス3世 ボルボン家 (1759年8月10日 – 1788年12月14日) |
| (43) | | シモン・デ・アンダ・イ・サラザール (Simón de Anda y Salazar) | 1770年7月                                                                   | 1776年10月30日            |                                                                                | カルロス3世 ボルボン家 (1759年8月10日 – 1788年12月14日) |
| (43) | アントニオ・マリア・デ・ブカレリ・イ・ウルスア (1771年9月22日 – 1779年4月9日)                                | シモン・デ・アンダ・イ・サラザール (Simón de Anda y Salazar) | 1770年7月                                                                   | 1776年10月30日            |                                                                                | カルロス3世 ボルボン家 (1759年8月10日 – 1788年12月14日) |
| 47   | | ペドロ・デ・サリオ (Pedro de Sarrio) | 1776年10月30日                                                              | 1778年7月                 |                                                                                | カルロス3世 ボルボン家 (1759年8月10日 – 1788年12月14日) |
| 48   | | ホセ・バスコ・イ・バルガス (José Basco y Vargas) | 1778年7月                                                                   | 1787年9月22日             |                                                                                | カルロス3世 ボルボン家 (1759年8月10日 – 1788年12月14日) |
| 48   | フランシスコ・ロマ・イ・ロセル (1779年4月10日 – 1779年8月22日)                                               | ホセ・バスコ・イ・バルガス (José Basco y Vargas) | 1778年7月                                                                   | 1787年9月22日             |                                                                                | カルロス3世 ボルボン家 (1759年8月10日 – 1788年12月14日) |
| 48   | マルティン・デ・マヨルガ・フェラー (1779年8月23日 – 1783年4月28日)                                           | ホセ・バスコ・イ・バルガス (José Basco y Vargas) | 1778年7月                                                                   | 1787年9月22日             |                                                                                | カルロス3世 ボルボン家 (1759年8月10日 – 1788年12月14日) |
| 48   | マティアス・デ・ガルベス・イ・ガラルド (1783年4月28日 – 1784年10月20日)                                      | ホセ・バスコ・イ・バルガス (José Basco y Vargas) | 1778年7月                                                                   | 1787年9月22日             |                                                                                | カルロス3世 ボルボン家 (1759年8月10日 – 1788年12月14日) |
| 48   | ビセンテ・デ・ヘレラ・イ・リベロ (1784年10月20日 – 1785年6月17日)                                            | ホセ・バスコ・イ・バルガス (José Basco y Vargas) | 1778年7月                                                                   | 1787年9月22日             |                                                                                | カルロス3世 ボルボン家 (1759年8月10日 – 1788年12月14日) |
| 48   | 初代ガルベス伯爵ベルナルド・デ・ガルベス (1785年6月17日 – 1786年11月30日)                                    | ホセ・バスコ・イ・バルガス (José Basco y Vargas) | 1778年7月                                                                   | 1787年9月22日             |                                                                                | カルロス3世 ボルボン家 (1759年8月10日 – 1788年12月14日) |
| 48   | エウセビオ・サンチェス・パレハ・イ・ベレニョ (1786年11月30日 – 1787年5月8日)                                 | ホセ・バスコ・イ・バルガス (José Basco y Vargas) | 1778年7月                                                                   | 1787年9月22日             |                                                                                | カルロス3世 ボルボン家 (1759年8月10日 – 1788年12月14日) |
| 48   | Alonso Núñez de Haro y Peralta (Archbishop of Mexico) (May 8, 1787 – August 16, 1787)                        | ホセ・バスコ・イ・バルガス (José Basco y Vargas) | 1778年7月                                                                   | 1787年9月22日             |                                                                                | カルロス3世 ボルボン家 (1759年8月10日 – 1788年12月14日) |
| 48   | Manuel Antonio Flórez Maldonado (August 16, 1787 – October 16, 1789)                                         | ホセ・バスコ・イ・バルガス (José Basco y Vargas) | 1778年7月                                                                   | 1787年9月22日             |                                                                                | カルロス3世 ボルボン家 (1759年8月10日 – 1788年12月14日) |
| (47) | | ペドロ・デ・サリオ (Pedro de Sarrio) | 1787年9月22日                                                               | 1788年7月1日              |                                                                                | カルロス3世 ボルボン家 (1759年8月10日 – 1788年12月14日) |
| 49   | | フェリクス・イグナシオ・フアン・ニコラス・アントニオ・ホセ・ホアキン・ブエナベントゥラ・ベレンゲル・デ・マルキーナ・イ・フィツヘラルド (Félix Ignacio Juan Nicolás Antonio José Joaquín Buenaventura Berenguer de Marquina y FitzGerald) | 1788年7月1日                                                                | September 1, 1793年9月1日 |                                                                                | カルロス3世 ボルボン家 (1759年8月10日 – 1788年12月14日) |
| 49   | カルロス4世 ボルボン家 (1788年12月14日 – 1808年3月19日)                                                      | フェリクス・イグナシオ・フアン・ニコラス・アントニオ・ホセ・ホアキン・ブエナベントゥラ・ベレンゲル・デ・マルキーナ・イ・フィツヘラルド (Félix Ignacio Juan Nicolás Antonio José Joaquín Buenaventura Berenguer de Marquina y FitzGerald) | 1788年7月1日                                                                | September 1, 1793年9月1日 |                                                                                |                                                         |
| 49   | 第2代レビジャ・ヒヘド伯爵フアン・ビセンテ・デ・グエメス (1789年10月17日 – １９９年7月11日)                   | フェリクス・イグナシオ・フアン・ニコラス・アントニオ・ホセ・ホアキン・ブエナベントゥラ・ベレンゲル・デ・マルキーナ・イ・フィツヘラルド (Félix Ignacio Juan Nicolás Antonio José Joaquín Buenaventura Berenguer de Marquina y FitzGerald) | 1788年7月1日                                                                | September 1, 1793年9月1日 |                                                                                |                                                         |
| 50   | | ラファエル・マリア・デ・アギラール・イ・ポンセ・デ・レオン (Rafael María de Aguilar y Ponce de León) | 1793年9月1日                                                                | 1806年8月7日              |                                                                                |                                                         |
| 50   | 初代ブランシフォルテ侯爵ミゲル・デ・ラ・グルア・タラマンカ (1794年7月12日 – 1798年5月31日)                   | ラファエル・マリア・デ・アギラール・イ・ポンセ・デ・レオン (Rafael María de Aguilar y Ponce de León) | 1793年9月1日                                                                | 1806年8月7日              |                                                                                |                                                         |
| 50   | 初代サンタ・フェ侯爵ミゲル・ホシ・デ・アサンサ(1798年5月31日 – 1800年4月30日)                                | ラファエル・マリア・デ・アギラール・イ・ポンセ・デ・レオン (Rafael María de Aguilar y Ponce de León) | 1793年9月1日                                                                | 1806年8月7日              |                                                                                |                                                         |
| 50   | フェリクス・ベレンゲル・デ・マルキナ (1800年4月30日 – 1803年1月4日)                                          | ラファエル・マリア・デ・アギラール・イ・ポンセ・デ・レオン (Rafael María de Aguilar y Ponce de León) | 1793年9月1日                                                                | 1806年8月7日              |                                                                                |                                                         |
| 50   | ホセ・デ・イトゥリガライ (1803年1月4日 – 1808年9月16日)                                                      | ラファエル・マリア・デ・アギラール・イ・ポンセ・デ・レオン (Rafael María de Aguilar y Ponce de León) | 1793年9月1日                                                                | 1806年8月7日              |                                                                                |                                                         |
| 51   | | マリアノ・フェルナンデス・デ・フォルゲラス (Mariano Fernández de Folgueras) | 1806年8月7日                                                                | 1810年3月4日              |                                                                                |                                                         |
| 51   | ペドロ・デ・ガリバイ (1808年9月16日 – 1809年7月19日)                                                         | マリアノ・フェルナンデス・デ・フォルゲラス (Mariano Fernández de Folgueras) | 1806年8月7日                                                                | 1810年3月4日              | フェルナンド7世 ボルボン家 (1808年3月19日 – 1808年5月6日)                      |                                                         |
| 51   | Francisco Javier de Lizana y Beaumont (Archbishop of Mexico) (July 19, 1809 – May 8, 1810)                   | マリアノ・フェルナンデス・デ・フォルゲラス (Mariano Fernández de Folgueras) | 1806年8月7日                                                                | 1810年3月4日              | ホセ1世 ボナパルト家 (1808年6月6日 – 1813年12月11日)                           |                                                         |
| 52   | | マヌエル・ゴンサレス・デ・アギラール (Manuel Gonzalez de Aguilar | 1810年3月4日                                                                | 1813年9月4日              | ホセ1世 ボナパルト家 (1808年6月6日 – 1813年12月11日)                           | Pedro Catani (May 8, 1810 – September 14, 1810)         |
| 52   | 初代レウニオン・デ・ヌエバ・エスパーニャ侯爵フランシスコ・ハビエル・ベネガス(1810年9月14日 – 1813年3月4日)   | マヌエル・ゴンサレス・デ・アギラール (Manuel Gonzalez de Aguilar | 1810年3月4日                                                                | 1813年9月4日              | ホセ1世 ボナパルト家 (1808年6月6日 – 1813年12月11日)                           |                                                         |
| 52   | 初代カルデロン伯爵フェリクス・カジェハ(1813年3月4日 – 1816年9月20日)                                         | マヌエル・ゴンサレス・デ・アギラール (Manuel Gonzalez de Aguilar | 1810年3月4日                                                                | 1813年9月4日              | ホセ1世 ボナパルト家 (1808年6月6日 – 1813年12月11日)                           |                                                         |
| 53   | | ホセ・ガルドキ・デ・ハラベイティア (José Gardoqui Jaraveitia) | 1813年9月4日                                                                | 1816年12月10日            | ホセ1世 ボナパルト家 (1808年6月6日 – 1813年12月11日)                           |                                                         |
| 53   | 初代ベナディート伯爵フアン・ルイス・デ・アポダカ (1816年9月20日 – 1821年7月5日)                              | ホセ・ガルドキ・デ・ハラベイティア (José Gardoqui Jaraveitia) | 1813年9月4日                                                                | 1816年12月10日            | フェルナンド7世 ボルボン家 (1813年12月11日 – 1833年9月29日)                    |                                                         |
| (51) | 初代ベナディート伯爵フアン・ルイス・デ・アポダカ (1816年9月20日 – 1821年7月5日)                              | | マリアノ・フェルナンデス・デ・フォルゲラス (Mariano Fernández de Folgueras) | 1816年12月10日            | フェルナンド7世 ボルボン家 (1813年12月11日 – 1833年9月29日)                    | 1821年9月15日                                           |
| (51) | Francisco Novella Azabal Pérez y Sicardo (July 15, 1821 – July 21, 1821)                                     | | マリアノ・フェルナンデス・デ・フォルゲラス (Mariano Fernández de Folgueras) | 1816年12月10日            | フェルナンド7世 ボルボン家 (1813年12月11日 – 1833年9月29日)                    | 1821年9月15日                                           |
| (51) | フアン・オドノフ (1821年7月21日 – 1821年9月28日)                                                             | | マリアノ・フェルナンデス・デ・フォルゲラス (Mariano Fernández de Folgueras) | 1816年12月10日            | フェルナンド7世 ボルボン家 (1813年12月11日 – 1833年9月29日)                    | 1821年9月15日                                           |

## スペイン政府の直接監督下の総督（1821年 - 1898年）
1821年のメキシコ独立革命後、メキシコは独立してスペインの一部ではなくなった。ヌエバ・エスパーニャ副王位も廃止された。その結果、フィリピン総督はヌエバ・エスパーニャ副王管轄下から本国政府（スペイン王冠）に直属する地位となった。
| 代数 | 肖像                                                          | 氏名 | 就任日         | 退任日         | スペイン国王                                                |
| ---- | ------------------------------------------------------------- | --- | -------------- | -------------- | ----------------------------------------------------------- |
| (51) |                                                               | マリアノ・フェルナンデス・デ・フォルゲラス (Mariano Fernández de Folgueras)                                                                        | 1821年9月16日  | 1822年10月30日 | フェルナンド7世 ボルボン家 (1813年12月11日 – 1833年9月29日) |
| 54   |                                                               | フアン・アントニオ・マルティネス (Juan Antonio Martínez)                                                                                           | 1822年10月30日 | 1825年10月14日 | フェルナンド7世 ボルボン家 (1813年12月11日 – 1833年9月29日) |
| 55   |                                                               | マリアノ・リカフォルト・パラシオ・イ・アバルカ (Mariano Ricafort Palacín y Abarca)                                                                 | 1825年10月14日 | 1830年12月23日 | フェルナンド7世 ボルボン家 (1813年12月11日 – 1833年9月29日) |
| 56   |                                                               | パスクワル・エンリレ・イ・アルセド (Pascual Enrile y Alcedo)                                                                                       | 1830年12月23日 | 1835年3月1日   | フェルナンド7世 ボルボン家 (1813年12月11日 – 1833年9月29日) |
| 56   | イサベル2世 ボルボン家 (1833年9月29日 – 1868年9月30日)        | パスクワル・エンリレ・イ・アルセド (Pascual Enrile y Alcedo)                                                                                       | 1830年12月23日 | 1835年3月1日   |                                                             |
| 57   |                                                               | ガブリエル・デ・トレス (Gabriel de Torres) | 1835年3月1日   | 1835年4月23日  |                                                             |
| 58   |                                                               | ホアキン・デ・クラーメ (Joaquín de Crame) | 1835年4月23日  | 1835年9月9日   |                                                             |
| 59   |                                                               | ペドロ・アントニオ・サラザール・カスティーリョ・イ・バロナ (Pedro Antonio Salazar Castillo y Varona)                                               | 1835年9月9日   | 1837年8月27日  |                                                             |
| 60   |                                                               | アンドレス・ガルシア・カンバ (Andrés García Camba)                                                                                                 | 1837年8月27日  | 1838年12月29日 |                                                             |
| 61   |                                                               | ルイス・ラルディサバル (Luis Lardizábal) | 1838年12月29日 | 1841年2月14日  |                                                             |
| 62   |                                                               | マルセリノ・デ・オラー・レクンベリ (Marcelino de Oraá Lecumberri)                                                                                  | 1841年2月14日  | 1843年6月17日  |                                                             |
| 63   |                                                               | フランシスコ・デ・パウラ・アルカラ・デ・ラ・トレ (Francisco de Paula Alcalá de la Torre)                                                           | 1843年6月17日  | 1844年7月16日  |                                                             |
| 64   |                                                               | 初代マニラ伯爵ナルシソ・クラベリア・イ・サルドゥア                                                                                                 | 1844年7月16日  | 1849年12月26日 |                                                             |
| 65   |                                                               | アントニオ・マリア・ブランコ (Antonio María Blanco)                                                                                                | 1849年12月26日 | 1850年7月29日  |                                                             |
| 66   |                                                               | ラ・ソラーナ侯爵フアン・アントニオ・デ・ウルビストンド                                                                                             | 1850年7月29日  | 1853年12月20日 |                                                             |
| 67   |                                                               | ラモン・モンテロ・イ・ブランディノ (Ramón Montero y Blandino)                                                                                      | 1853年12月20日 | 1854年2月2日   |                                                             |
| 68   |                                                               | マヌエル・パビア・イ・レイシー (Manuel Pavía y Lacy)                                                                                               | 1854年2月2日   | 1854年10月28日 |                                                             |
| (67) |                                                               | ラモン・モンテロ・イ・ブランディノ (Ramón Montero y Blandino)                                                                                      | 1854年10月28日 | 1854年11月20日 |                                                             |
| 69   |                                                               | マヌエル・クレスポ・イ・セブリアン (Manuel Crespo y Cebrían)                                                                                       | 1854年11月20日 | 1856年12月5日  |                                                             |
| (67) |                                                               | ラモン・モンテロ・ブランディノ (Ramón Montero y Blandino)                                                                                          | 1856年12月5日  | 1857年3月9日   |                                                             |
| 70   |                                                               | フェルナンド・デ・ノルサガライ・イ・エスクデロ (Fernándo Norzagaray y Escudero)                                                                    | 1857年3月9日   | 1860年1月12日  |                                                             |
| 71   |                                                               | ラモン・マリア・ソラノ・イ・Llanderal ((Ramón María Solano y Llanderal)                                                                            | 1860年1月12日  | 1860年8月29日  |                                                             |
| 72   |                                                               | フアン・ヘレラ・ダビア (Juan Herrera Dávila) | 1860年8月29日  | 1861年2月2日   |                                                             |
| 73   |                                                               | ホセ・ニコラス・フランシスコ・パブロ・レメリー・エ・イバロラ・ネイ・イ・ゴンサレス (José Nicolas Francisco Pablo Lemery é Ibarrola Ney y González) | 1861年2月2日   | 1862年7月7日   |                                                             |
| 74   |                                                               | サルバドル・バルデス (Salvador Valdés) | 1862年7月7日   | 1862年7月9日   |                                                             |
| 75   |                                                               | ラファエル・デ・エチャグェ・イ・ベルミンガム (Rafaél de Echagüe y Bermingham)                                                                      | 1862年7月9日   | 1865年3月24日  |                                                             |
| 76   |                                                               | ホアキン・デル・ソラル・エ・イバニェス (Joaquín del Solar e Ibáñez)                                                                                | 1865年3月24日  | 1865年4月25日  |                                                             |
| 77   |                                                               | フアン・デ・ララ・エ・イリゴイェン Juan de Lara e Irigoyen                                                                                         | 1865年4月25日  | 1866年7月13日  |                                                             |
| 78   |                                                               | ホセ・ラウレアーノ・デ・サンス・イ・ポセ (José Laureano de Sanz y Posse)                                                                           | 1866年7月13日  | 1866年9月21日  |                                                             |
| 79   |                                                               | フアン・アントニオ・オソリオ (Juan Antonio Osorio)                                                                                                 | 1866年9月21日  | 1866年9月27日  |                                                             |
| (76) |                                                               | ホアキン・デル・ソラル・エ・イベニェス (Joaquín del Solar e Ibáñez)                                                                                | 1866年9月27日  | 1866年10月26日 |                                                             |
| 80   |                                                               | ホセ・デ・ラ・ガンダラ・イ・ナバロ (José de la Gándara y Navarro)                                                                                  | 1866年10月26日 | 1869年6月7日   |                                                             |
| 80   | 空位                                                          | ホセ・デ・ラ・ガンダラ・イ・ナバロ (José de la Gándara y Navarro)                                                                                  | 1866年10月26日 | 1869年6月7日   |                                                             |
| 81   |                                                               | マヌエル・マルドナド (Manuel Maldonado) | 1869年6月7日   | 1869年6月23日  |                                                             |
| 82   |                                                               | カルロス・マリア・デ・ラ・トレ・イ・ナバセラダ (Carlos María de la Torre y Navacerrada)                                                            | 1869年6月23日  | 1871年4月4日   |                                                             |
| 82   | アマデオ1世 サヴォイア家 (1870年12月16日 – 1873年2月11日)     | カルロス・マリア・デ・ラ・トレ・イ・ナバセラダ (Carlos María de la Torre y Navacerrada)                                                            | 1869年6月23日  | 1871年4月4日   |                                                             |
| 83   |                                                               | ラフェエル・ジェロニモ・カイエターノ・イスキエルド・イ・グティエレス (Rafael Gerónimo Cayetano Izquierdo y Gutiérrez)                              | 1871年4月4日   | 1873年1月8日   |                                                             |
| 84   |                                                               | マヌエル・マククロン (Manuel MacCrohon) | 1873年1月8日   | 1873年1月24日  |                                                             |
| 85   |                                                               | フアン・アラミノス・イ・ビバル (Juan Alaminos y Vivar)                                                                                             | 1873年1月24日  | 1874年3月17日  |                                                             |
| 85   | 空位                                                          | フアン・アラミノス・イ・ビバル (Juan Alaminos y Vivar)                                                                                             | 1873年1月24日  | 1874年3月17日  |                                                             |
| -    |                                                               | マヌエル・ブランコ・バルデラマ (Manuel Blanco Valderrama) (代理)                                                                                   | 1874年3月17日  | 1874年6月18日  |                                                             |
| 86   |                                                               | ホセ・マルカンポ・イ・モンヘ (José Malcampo y Monje)                                                                                               | 1874年6月18日  | 1877年2月28日  |                                                             |
| 86   | アルフォンソ12世 ボルボン家 (1874年12月29日 – 1885年11月25日) | ホセ・マルカンポ・イ・モンヘ (José Malcampo y Monje)                                                                                               | 1874年6月18日  | 1877年2月28日  |                                                             |
| 87   |                                                               | ドミンゴ・モリノネス・イ・ムリーリョ (Domingo Moriones y Murillo)                                                                                  | 1877年2月28日  | 1880年3月20日  |                                                             |
| 88   |                                                               | ラファエル・ロドリゲス・アリアス (Rafael Rodríguez Arias)                                                                                          | 1880年3月20日  | 1880年4月15日  |                                                             |
| 89   |                                                               | 初代エステラ侯爵フェルナンド・プリモ・デ・リベラ・イ・ソブレモンテ (Fernando Primo de Rivera y Sobremonte)                                         | 1880年4月15日  | 1883年3月10日  |                                                             |
| -    |                                                               | エミリオ・モリンス・イ・レマール (Emilio Molíns y Lemaur) (代理)                                                                                   | 1883年3月10日  | 1883年4月7日   |                                                             |
| 90   |                                                               | ホアキン・ホベリャール・イ・ソレル (Joaquín Jovellar y Soler)                                                                                      | 1883年4月7日   | 1885年4月1日   |                                                             |
| -    |                                                               | エミリオ・モリンス・イ・レマール (Emilio Molíns y Lemaur) (代理)                                                                                   | 1885年4月1日   | 1885年4月4日   |                                                             |
| 91   |                                                               | エミリオ・テレロ・イ・ペリナト (Emilio Terrero y Perinat)                                                                                          | 1885年4月4日   | 1888年4月25日  |                                                             |
| 91   | アルフォンソ13世 ボルボン家 (1886年5月17日 – 1898年8月14日)   | エミリオ・テレロ・イ・ペリナト (Emilio Terrero y Perinat)                                                                                          | 1885年4月4日   | 1888年4月25日  |                                                             |
| -    |                                                               | アントニオ・モルト・イ・ディアス・ベリオ (Antonio Moltó y Díaz Berrio) (代理)                                                                      | 1888年4月25日  | 1888年6月4日   |                                                             |
| -    |                                                               | フェデリコ・ロバトン・イ・プリエト (Federico Lobatón y Prieto) (代理)                                                                              | 1888年6月4日   | 1888年6月5日   |                                                             |
| 92   |                                                               | バレリアノ・ウェイレル・イ・ニコラウ (Valeriano Weyler y Nicolau)                                                                                  | 1888年6月5日   | 1891年11月17日 |                                                             |
| 93   |                                                               | エウロヒオ・デスポホル・イ・デュセイ | 1891年11月17日 | 1893年3月1日   |                                                             |
| -    |                                                               | フェデリコ・オチャンド・イ・チュミリャス (Federico Ochando y Chumillas)(代理)                                                                      | 1893年3月1日   | 1893年5月4日   |                                                             |
| 94   |                                                               | 初代ペニャ・プラタ侯爵ラモン・ブランコ・エレナス・リエラ・イ・ポロ (Ramón Blanco Erenas Riera y Polo)                                              | 1893年5月4日   | 1896年12月13日 |                                                             |
| -    |                                                               | 初代ポラビエハ侯爵カミロ・ガルシア・デ・ポラビエハ (代理)                                                                                          | 1896年12月13日 | 1897年4月15日  |                                                             |
| -    |                                                               | ホセ・マリア・フリアン・デ・ラチャンブレ・イ・ドミンゲス (José María Julián de Lachambre y Domínguez (代理)                                        | 1897年4月15日  | 1897年4月23日  |                                                             |
| 95   |                                                               | 初代エステラ侯爵フェルナンド・プリモ・デ・リベラ・イ・ソブレモンテ (Fernando Primo de Rivera y Sobremonte)                                         | 1897年4月23日  | 1898年4月11日  |                                                             |
| 96   |                                                               | バスリオ・アウグスチン・イ・ダビラ (Basilio Augustín y Dávila)                                                                                     | 1898年4月11日  | 1898年7月24日  |                                                             |
| -    |                                                               | フェルミン・ハウデネス・イ・アルバレス (Fermín Jáudenes y Álvarez) (代理)                                                                          | 1898年7月24日  | 1898年8月13日  |                                                             |
| -    |                                                               | フランシスコ・リゾ・イ・ラミレス (Francisco Rizzo y Ramírez (代理)                                                                                 | 1898年8月13日  | 1898年9月      |                                                             |
| -    |                                                               | ディエゴ・デ・ロス・リオス・イ・ニコラウ (Diego de los Ríos y Nicolau) (代理)                                                                      | 1898年9月      | 1899年6月3日   |                                                             |

1898年の米西戦争のスペインの敗戦により約330年に及んだスペインのフィリピン植民地統治は終焉し、アメリカ合衆国によるフィリピン植民地統治が開始された。アメリカ統治時代の総督についてはアメリカ領フィリピンの総督・高等弁務官を参照。